# دوج رجنت
دوج رجنت (Dodge Regent) خودرویی است که در سال‌های ۱۹۵۱ تا ۱۹۶۰در ویندزور و  کانادا تولید شده‌است. 
این خودرو در کلاس خودرو سایز بزرگ قرار گرفته و  طراحی آن خودروهای موتور جلو-محور عقب بوده است. سیستم جعبه‌دندهٔ آن ۳ دنده به دو صورت خودکار و دستی است.